# دير عبد الله (الحديدة)
دير عبد الله هي إحدى قرى مديرية القناوص، التابعة لمحافظة الحديدة اليمنية، تأسست قبل أكثر من خمسمائة سنة تقريبا على يد الجد الأكبر لقبيلة بني المخيي والذي يدعى بالشيخ عبدالله مخيي ويعود نسبهذه القبيلة إلى الصحابي الجليل أبي موسى الأشعري رضي الله عنه ويقال أنهم من الأشراف بلغ تعداد سكانها 4273 نسمة حسب الإحصاء الذي أجري عام 2004.